# 秋野花
秋野 花（あきの はな）は、日本の女性声優。主にアダルトゲームに声をあてている。

## 経歴
大学に通う傍ら、声優養成所にも通っていたが、大学1年目の授業が養成所の授業と重なっていた上、双方の距離が離れていたため、養成所には遅刻していた。養成所の進級審査に落ちて悔しい思いをしていた矢先、アダルトゲームのオーディションを見つけ、その道に進んだ。もともとかわいい女の子とボーイズラブが好きで、ボーイズラブ好きの友人の兄を通じてアダルトゲームを知っていたこともあり、性表現を含んだ作品への抵抗はなかった。また、成人向けとそれ以外の仕事の差が小さいとも感じていたという。
2011年発売の『 とらぶる@すぱいらる!』では初めてメインヒロイン役に起用される。
2012年に発売された『死神のテスタメント〜menuet of epistula〜』で、無口な少女・向ヶ丘 夏奈を演じたことがきっかけで同系統のキャラクターのオファーが増えた。
また、翌年2013年に発売されたインレの商業デビュー作『ChuSingura46+1 -忠臣蔵46+1-』で、矢頭 右衛門七の妹・小夜を演じて以来、同ブランドにおいては『尽忠報国烈士伝 -MIBURO-』の原田左之助や『源平繚乱絵巻-GIKEI-』の大虎など、小夜のようにクセのあるキャラクターを演じることが多くなった。

『アマカノ』（2014年）では主人公の後輩・星川こはるを演じたことで、後輩キャラのオファーが増えたほか、2023年発売の『アマカノ2+』でも同じ役を演じている。
『サキガケ⇒ジェネレーション!』（2014年）の海棠 璃々子役がきっかけで、妹役のオファーも増えた。同時期に発売された『キミのとなりで恋してる!』や『 フローラル・フローラブ』ではなじみのなかったアニラジにも挑戦した。
その後は指名での出演が増えたが、初のまどそふと出演作品である『ハミダシクリエイティブ』（2020年発売）ではオタク気質の常磐 華乃への親近感からこの役のオーディションを受けて採用された。一方、同年発売された『終ノ空 remake』で演じた横山 やす子はオリジナル版から見た目や立ち位置が大幅に変更されていたため、リメイクならではの役割を意識して演じたと秋野は2024年のBugBugとのインタビューの中で振り返っている。

## 人物
秋野は2024年の「BugBug」とのインタビューの中で、『ハミダシクリエイティブ』の華乃のようなオタク気質のキャラクターは演じていて楽しいとしている。その一方で、秋野は普段は強い言葉をぶつけるタイプではないため、暴言を吐くキャラクターやネガティブ思考のキャラクターは演じにくいと話しており、過去に現場で指導を受けたことも明かしている。また、秋野は自身をふにゃふにゃしていると称し、かっちりした言動のキャラクターも演じにくいと述べている。

## 出演作品
太字は主役・メインキャラクター

### PCゲーム
2010年
- ヴァルプルギス（メイガスオーダーE、候補生A、候補生C）
- キッキングホース★ラプソディ
- しゃーまんず・さんくちゅあり -巫女の聖域-（神保 真琴）
- セックスライフ 〜SEX LIFE〜（るな、りな）
- プリンセス☆ストライク!（アリサ・アーサリー）
- 万引き、ダメ。絶対!! 〜清楚な万引き女子・クラス全員2本挿し! ダブルω計画〜（伊地 知玖美、奥宮 紫杏、強盗、バイト少女）

2011年
- AQUA（町村 沙織）
- アネイロ（胡桃 ゆいな）
- 麗しの君 〜胸躍るは俺のために〜（エレーナ）
- 恋するコトと見つけたり（暦・雫川・リビングストン）
- 戦極姫3〜天下を切り裂く光と影〜（馬場 信春、朝倉 義景、筒井 順慶）
- 蒼穹のソレイユ 〜FULLMETALL EYES〜（キングちゃん）
- テンタクルロード -我が手に堕ちよ勇壮なる乙女-（天津 百合華）
- とらぶる@すぱいらる!（中原 あかね）
- ぬっぷぬぷ母娘▼みっくす! 〜ダブル母娘とラブラブペンション性活〜（潮崎 ふうか）
- へんし～ん!!! 〜パンツになってクンクンペロペロ〜
- ぽちとご主人様（戸井 風花）
- 魔物娘たちとの楽園 〜蜘蛛と鳥と◎と〜（スィーク）
- 闇夜に踊れ -Witch wishes to commit the Night-（成蘭 殿葵）
- 恋愛+H（鳴海 沙希）

2012年
- 星継駅擾乱譚（アージェント・猫実・ヘッポコピー）
- ILLUSION FIELD -幻影現実-（かー・ぼちゃ）
- 英雄*戦姫（ダ・ヴィンチ）
- おれつま! 〜オレがマンション管理人になったら人妻たちとちょっとイイコトできちゃうかも!?〜（笹原 優）
- 終わる世界とバースデイ（稲辺 流花）
- かみデレ（深水 いさな）
- 紅蓮華 -ぐれんか-（永月 文香）
- CrossQuartz（ユウ）
- 死神のテスタメント〜menuet of epistula〜（向ヶ丘 夏奈）
- JKとオーク兵団 ～悪豚鬼に凌虐された聖女学園～（奥村 真央）
- 出撃!乙女たちの戦場3〜電撃作戦!戦果はエースの名のもとに〜（謎の少女、アルテミシア・ヴォルチョフ）
- 百機夜行（島津 夕日、瑠璃ノ命、瑪瑙）
- 戦極姫4〜争覇百計、花守る誓い〜（朝倉 義景、馬場 信春、筒井 順慶）
- 虜ノ契 家族のために身体を差し出す姉と妹（耶雲 未夢）
- ピンポンぱんつ! -湯河原学園美少女☆温泉卓球部-（谷和原木 加奈子）
- 古色迷宮輪舞曲 〜HISTOIRE DE DESTIN〜（桐原 一葉）
- メるヘン荘 ～ちょっぴりHで残念な娘達とハーレム確定雑居生活～（曽我沼 由惟、櫻手 小町）
- 1/2 summer（クロハ）

2013年
- 赤さんと吸血鬼。（小林 神威）
- 星継駅疾走軌（ゴドー・トルクエタム、アージェント・猫実・ヘッポコピー）
- うそつき王子と悩めるお姫さま -PRINCESS SYNDROME-（長谷川 柚）
- オトメスイッチ 〜彼が持ってる彼女のリモコン〜（櫻木 文香）
- 俺と彼女がミステリーな件について（能登 京）
- サド★部! ～S女に虐めヌかれ部♪～（渋沢 小鳥）
- サンタフル☆サマー（ニコル）
- 星彩のレゾナンス（高遠 鼎）
- せんすいぶ!（関屋 蛍子）
- Timepiece Ensemble（黒翼）
- ChuSingura46+1 -忠臣蔵46+1-（矢頭 小夜)
- どらぺこ! 〜おねだりドラゴンとおっぱい勇者〜（ソース）
- ノブレスオブルージュ（ダルタニアン（谷 杏））
- フレラバ 〜Friend to Lover〜（柊 ゆずゆ）
- PriministAr -プライミニスター-（安芸 かのこ）
- まじかりっく⇔スカイハイ 〜空飛ぶホウキに想いをのせて〜
- みずカノ! 水着の彼女とHしよっ（汐見 瑠香）
- メイドさんとボイン魂（鈴 小梅）
- 夜這いする七人の孕女（久香 明日花）
- 我が家のヒメガミさまっ!（澤宮 史織）

2014年
- アストラエアの白き永遠（今崎 ひなた）
- あの晴れわたる空より高く（導木 ほのか）
- アマカノ（星川 こはる）
- ALIA's CARNIVAL!（才城 かりん）
- 英雄*戦姫GOLD（ダ・ヴィンチ）
- キミのとなりで恋してる!（小松 莉奈）
- くのいちが如く 脱がせ! 爆乳ニンジャーズ!（風音 つむじ、邪気牙院・エターナル・ふぶき）
- 恋春アドレセンス（明日 未優）
- サキガケ⇒ジェネレーション!（海棠 璃々子）
- ジンコウガクエン2（朗）
- スクランブル・ラバーズ（桐生 更紗）
- 聖もんむすFestival!! 〜お祭りだよ全員集合!〜（スィーク・オトカネ）
- ちっちゃらぶアパート（桜橋 たかの）
- ChuSingura 46+1 -忠臣蔵 46+1- 武士の鼓動 (A samurai's beat)（矢頭 小夜）
- なないろリンカネーション（滝川 琴莉）
- パサージュ! passage of life.（千代田 未央）
- 発情スイッチ〜美姉妹が催眠術に堕ちた先〜（桐原 さき）
- はるかかなた（七海 結衣）
- ひこうき雲の向こう側（広崎 美奈）
- 炎の孕ませ乳ドルマイ★スター学園Z（如月 空）
- メイクMeラバー（若葉・スズムラ）
- ユニオリズム・カルテット（ユノ・スノーシュタイン）
- Re;Lord 〜ヘルフォルトの魔女とぬいぐるみ〜（リア・カロッサ）
- 恋愛♥はーれむ 〜大好きって言わせて〜（七瀬 星架）

2015年
- 天ノ空レトロスペクト（天宮 しのん）
- ALIA's CARNIVAL! Flowering Sky（才城 かりん）
- 戦乙女らんなばうとっ!（ルビィ＝ストロム）
- イブニクル（キャスリン）
- 妹のセイイキ（名瀬 ゆかな）
- エッチでヘンタイ!ヤキモチお嬢様!!（錦戸 ゆめ）
- お嬢様と秘密の乙女（白雪 ゆみな）
- 神のラプソディ（ルトリーチェ）
- 機関幕末異聞 ラストキャバリエ（岡田 以庵）
- キミのとなりで恋してる! -THE RESPECTIVE HAPPINESS-（小松 莉奈）
- 鯨神のティアスティラ（リル＝ホエール）
- 恋×シンアイ彼女（國見 菜子）
- 恋する気持ちのかさねかた（鏑木 由希江）
- コドモノアソビ（セーラ）
- 三極姫4〜天華繚乱 天命の恋絵巻〜（黄蓋公覆、馬超孟起）
- 戦極姫6〜天下覚醒、新月の煌き〜（朝倉 義景、馬場 信春、滝川 一益）
- ソラコイ（ヒカリ）
- なついろレシピ（早蕨 こごみ）
- 果つることなき未来ヨリ（リース）
  - 果つることなき未来ヨリ X-RATED（リース）

- 花の野に咲くうたかたの（藤宮 汐音）
- PRIMAL×HEARTS2（館林 たては）
- 僕はキミだけを見つめる（視音）
- 毎日がハーレムすぎて王子は姫を決められないっ!（桜木 ニーナ）
- マジカル☆ディアーズ（小鳥遊 沙夜）
- メイプルカラーズHHH〜クラス全員俺の嫁!〜（鉄虎 鈴）
- ゆきこいめると（白 雪姫）
- love, VAMPIRE FLOWERS（小野寺 小春）
- Re;Lord 第二章 〜ケルンの魔女と黒猫〜（リア・カロッサ）
- 恋想リレーション（桜坂 亜衣子）
- ロイヤルガーデン 〜乙女に恋する皇子の戯曲〜（龍城寺 なつき）
- 私が好きなら「好き」って言って!（小町 まひる）

2016年
- アマカノ+（星川 こはる）
- アマツツミ（織部 こころ）
- ALIA's CARNIVAL! Wパッケージ（才城 かりん）
- 学校のセイイキ（名瀬 ゆかな）
- 枯れない世界と終わる花（レン）
- 恋するお嬢様はエッチな花嫁（月宮 明日香）
- 恋する気持ちのかさねかた 〜かさねた想いをずっと〜（鏑木 由希江）
- Corona Blossom（アルネ）
- シンソウノイズ〜受信探偵の事件簿〜（黒月 沙彩）
- 聖鍵遣いの命題（クゥ）
- 戦国†恋姫X〜乙女絢爛☆戦国絵巻〜（北条 名月 景虎）
- タラレバ 〜as in What if stories〜（大山 莉璃）
- 夏彩恋唄（小鳥遊 光）
- はにかみCLOVER（柊 すみれ）
- PURELY×CATION（葵 澄怜）
- フローラル・フローラブ（アーデルハイト・フォン・ベルクシュトラーセ）
- ユニオリズム・カルテットA3-DAYS（ユノ・スノーシュタイン）
- ワールド・エレクション（パーフィル）

2017年
- アストラエアの白き永遠 Finale -白き星の夢-（今崎 ひなた）
- お嬢様の半分は恋愛で出来ています！（ポリーナ・コッペリア）
- 想いを捧げる乙女のメロディー（水澤 沙耶香）
- 彼女と俺の恋愛日常（真白 結花）
- 茜色の境界線（処女塚 茉莉花）
- 水葬銀貨のイストリア（茅ヶ崎 夕桜）
- ニュートンと林檎の樹（アリス・ベッドフォード）
- はにデビ! Honey&Devil（西之園 薫子）
- BALDR BRINGER（キャロル・シェーヌ）
- 緋のない所に烟は立たない -緋修離と一蓮托生の女たち-（高賀 津希）
- 星恋*ティンクル（群雲 そらは）
- 幕末尽忠報国烈士伝 -MIBURO-（原田 左之助）
- 彼女は天使で妹で（源 恵理那）
- Re;Lord 第三章～グローセンの魔王と最後の魔女～（リア・カロッサ）
- 天結いキャッスルマイスター（華燐 結騎）
- 景の海のアペイリア（アペイリア）
- 金色ラブリッチェ（カミナル・ル・プルテア・ソルティレージュ・シスア）
- アオイトリ（海野 あかり）
- アマカノ〜Second Season〜＋（星川 こはる）

2018年
- アマカノ〜Second Season〜＋（ひより）
- ダンジョンタウンEX ～夜魔と淫魔の聖誕祭～（聖女フロティナ、夜魔ハヅキ）
- てんぷれっ!!（櫻井 詩央）
- 恋するココロと魔法のコトバ（二葉 好奏）
- 二人と始める打算的なラブコメ（佐倉 希乃）
- 恋はそっと咲く花のように（宮音 沙希）
- 真・恋姫†夢想 -革命- 孫呉の血脈（盧植）　
- キュートリゾート ～しようよ エッチなアクティビティ～（櫻木 文香）
- わんこの嫁入り ～いぬのしっぽへようこそ!～（コハル）
- 言の葉舞い散る夏の風鈴（百花 奏)

2019年
- 金色ラブリッチェ -Golden Time-（カミナル・ル・プルテア・ソルティレージュ・シスア）
- 恋はそっと咲く花のように 〜二人は永遠に寄り添っていく〜（宮音 沙希）
- ガールズ・ブック・メイカー -幸せのリブレット-（孫悟空）
- 乙女騎士♥いますぐ私を抱きしめて（暁 天音）
- スワローテイル-あの日、青を超えて-（茂庭 有華）

2020年
- ハミダシクリエイティブ（常磐 華乃）
- 天冥のコンキスタ（レジーニア）
- 青春フラジャイル（リズ・メイサース）
- 終ノ空 remake（横山 やす子）

2021年
- 源平繚乱絵巻 -GIKEI- (大虎)
- 創作彼女の恋愛公式（雨星 結菜）
- クナド国記（壱神 春姫）

2022年
- RE:D Cherish! -Eternity Blood-（メルク・ジョン・パトリック）
- 秘密のキスは甘くやさしく（芹沢 恵麻）
- 恋するあまいろホームステイ -留学生はわんこ系幼馴染-（メアリー＝メア＝ハート）
- アマナツ（雨晴 こがね）
- ハミダシクリエイティブ凸（常磐 華乃）

2023年
- サクラノ刻 -櫻の森の下を歩む-（柊 ノノ未）
- コイバナ恋愛（乙女 こころ）
- 真・恋姫†英雄譚外伝 -白月の灯火-（盧植）
- アマカノ2＋（星川 こはる）

2024年
- はじめるセカイの理想論 -goodbye world index-（ティア＝フォーレンタイト）
- 刹那にかける恋はなび（英 パルヴィ）
- セレクトオブリージュ（蓼科 イヴ）
- 同級生2リメイク (鳴沢 唯)
- アマナツ+（雨晴 こがね）
- D.C.5 Plus Happiness ～ダ・カーポ5～プラスハピネス（常坂 雪那）
- ムーン・ゴースト（人類代表）
- 夢幻のティル・ナ・ノーグ（遊佐 幸歩）

2025年
- D.C.5 Sweet Happiness ～ダ・カーポ5～スイートハピネス（常坂 せつな）
- ハミダシクリエイティブRe:Re:call（常磐 華乃）
- 宿りし乙女の誓いと魔法（黒檀 舞玲）

### オンラインゲーム
- 星のガールズオデッセイ（ベテルギウス、マルカブ）
- ぼくらの放課後戦争 (藤崎 美鈴)
- 天穹ノ彼方の錬星郷（レヴィア・ディケ・アスタリスク、宵水星、西之園 薫子）
- UNITIA 神託の使徒×終焉の女神（トワ）
- 凍京NECRO＜トウキョウ・ネクロ＞ SUICIDE MISSION (一本松 双葉、ルオ・ファリン)
- あやかしランブル!(ツクヨミ)

### コンシューマーゲーム
- ALIA's CARNIVAL! サクラメント（才城 かりん）[134]
- Friend to Lover 〜フレラバ〜（柊 ゆずゆ）[135]
- 秘密のキスは甘くやさしく（芹沢 恵麻）
- 銭湯カノジョ-恋もお風呂もアツアツで-（桐咲 あさひ）
- アマカノ（星川 こはる）
- 星と乙女が占う未来（奈良坂 真希）

### OVA
- 姦染 Ball Buster The Animation（新体操部女子A）[136]
- アマカノ星川こはる編 / 特別編（星川 こはる）
- イマコシステム（イマコ）

### 配信アニメ
- エタニティ 〜深夜の濡恋ちゃんねる♡〜（長谷川碧[137]） -  デラックス♡版

### オーディオドラマ
- ダキカノ 1stシーズン Vol.2（2016年、東條 琴音)

### 音声作品
- 常磐華乃と過ごす理想のオタ活学園生活（2021年常磐 華乃）

### ラジオ
※はインターネット配信。
- ラジオ 戦姫インペリアル from 英雄*戦姫（2016年、音泉※・HiBiKi Radio Station※）[138]
- フローラル・フローラブ 聖ガブリエレ学園放送部（2016年、音泉※）[139]
- ラジオ「星恋*ティンクル」渚沙町放送局（2016年 - 2017年、音泉※）[140]

## ディスコグラフィ

### キャラクターソング
| 発売日   | 商品名                                                             | 歌                   | 楽曲                     | 備考                                                                                    |
| 2015年   | 2015年                                                             | 2015年               | 2015年                   | 2015年                                                                                  |
| -------- | ------------------------------------------------------------------ | -------------------- | ------------------------ | --------------------------------------------------------------------------------------- |
| 3月26日  | 『Friend to Lover 〜フレラバ〜』初回限定版特典キャラクターソングCD | 柊ゆずゆ（秋野花）   | 「シャルロットの憂鬱」   | ゲーム『Friend to Lover 〜フレラバ〜』エンディングテーマ                                |
| 8月13日  | 「妹のセイイキ」マキシシングル                                     | 名瀬ゆかな（秋野花） | 「ホントノトコロ」       | ゲーム『妹のセイイキ』オープニングテーマ                                                |
| 8月13日  | 「妹のセイイキ」マキシシングル                                     | 名瀬ゆかな（秋野花） | 「Because of」           | ゲーム『妹のセイイキ』エンディングテーマ                                                |
| 8月16日  | ChuSingura46+1 -忠臣蔵46+1- ボーカルソングコレクション             | 地獄修羅子（秋野花） | 「赤穂小町ANGEL☆」       | ゲーム『ChuSingura46+1 -忠臣蔵46+1- 小夜の小さな蕾。お兄ちゃん!そこは駄目!駄目!』主題歌 |
| 12月31日 | Team-OZ Collection Vol.03                                          | 地獄修羅子（秋野花） | 「赤穂小町ANGEL☆」       | ゲーム『ChuSingura46+1 -忠臣蔵46+1- 小夜の小さな蕾。お兄ちゃん!そこは駄目!駄目!』主題歌 |
| 2016年   |                                                                    |                      |                          |                                                                                         |
| -        | -                                                                  | 葵澄怜（秋野花）     | 「夜の空、あなたと二人」 | ゲーム『PURELY×CATION』エンディングテーマ                                               |
| 12月29日 | EKボーカルコレクション                                             | 柊ゆずゆ（秋野花）   | 「シャルロットの憂鬱」   | ゲーム『Friend to Lover 〜フレラバ〜』エンディングテーマ                                |